# Centrale idroelettrica di Kaniv
La centrale idroelettrica di Kaniv è una centrale idroelettrica fluviale situata sul fiume Dnieper a Kaniv in Ucraina. 
Viene gestita dalla Ukrhydroenerho, che fa parte dell'azienda statale Società energetica dell'Ucraina. 
Completata nel 1975 insieme alla centrale idroelettrica di  Kiev, la centrale è stata progettata dal dipartimento ucraino dell'istituto di ricerca "UkrHydroProject" di S.Zhuk. Durante la costruzione nei pressi del cantiere venne realizzato anche un piccolo insediamento per il personale addetto alla centrale.
Le turbine per l'impianto sono state prodotte dalla Turboatom, mentre i generatori dalla Elektrovazhmash.